# Lantignié
Lantignié este o comună în departamentul Rhône din sud-estul Franței. În 2009 avea o populație de 778 de locuitori.

## Evoluția populației
| An        | 1975 | 1982 | 1990 | 1999 | 2006 | 2009 |
| --------- | ---- | ---- | ---- | ---- | ---- | ---- |
| Populație | 496  | 517  | 536  | 626  | 688  | 778  |